# Свобода вибору
Свобода вибору описує можливість та автономність особи виконати дію, обрану принаймні з двох доступних варіантів, не обмежених зовнішніми сторонами.

## У політиці
Наприклад, в дискусії про аборти термін «свобода вибору» може з'явитися на захист позиції, згідно з якою жінка має право визначати, чи буде вона продовжувати вагітність або перервати її. Подібним чином інші теми, такі як евтаназія, вакцинація, контрацепція та одностатеві шлюби, іноді обговорюються з точки зору передбачуваного індивідуального права «свободи вибору».

## В економіці

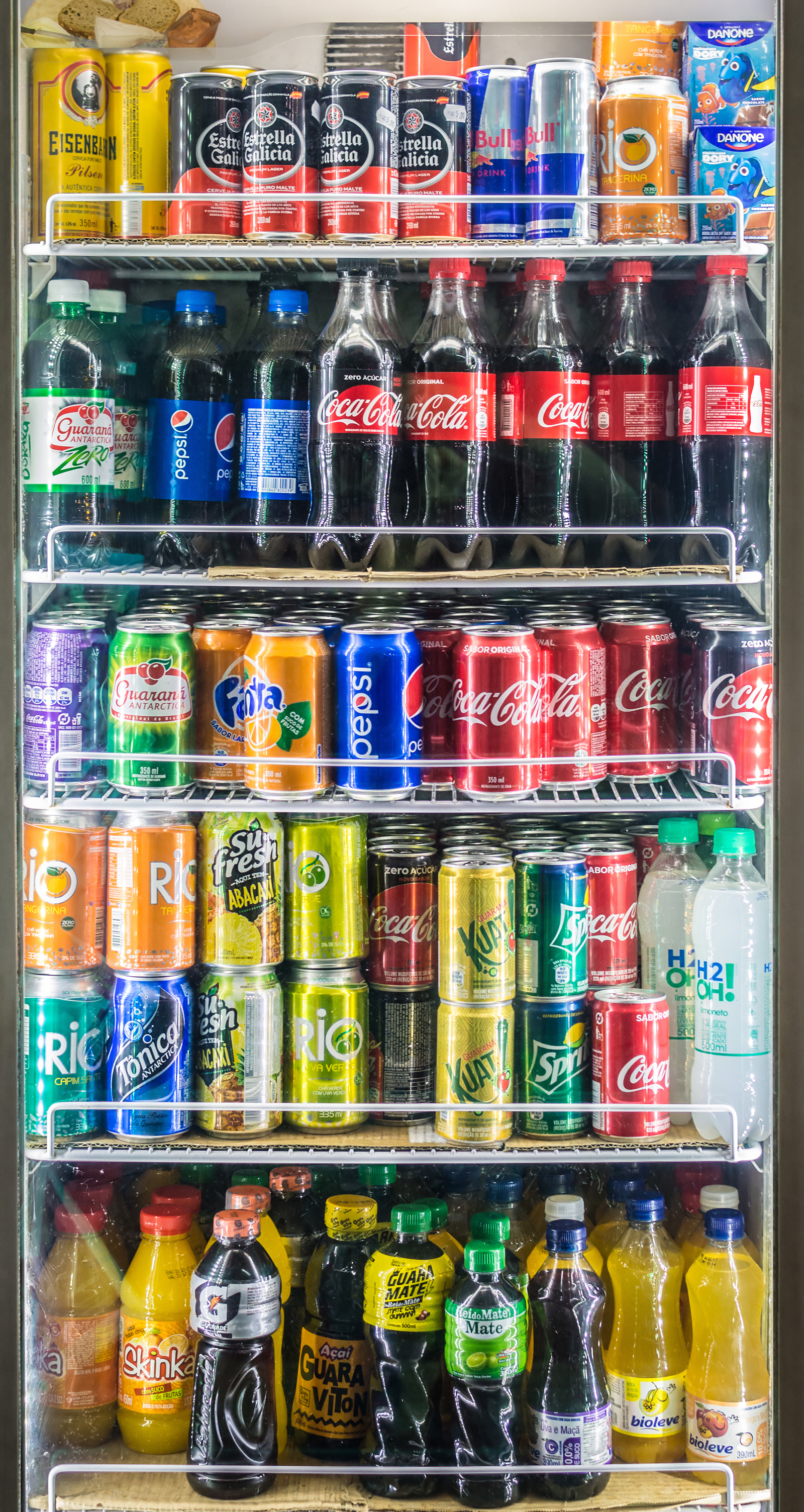
Свобода вибору, яку марку та смак содової купувати, пов'язана з конкуренцією на ринку

У мікроекономіці свобода вибору ― це свобода економічних агентів розподіляти свої ресурси, як вони вважають за потрібне, серед доступних варіантів (таких як товари, послуги чи активи). Вона включає свободу зайнятості, доступну їм.
У 2008 році Ратнер та ін. цитували літературу про лібертаріанський патерналізм, де говориться, що споживачі не завжди діють у своїх власних інтересах. Вони пояснюють це явище такими факторами, як емоції, когнітивні обмеження та упередження, а також неповна інформація, яку вони заявляють, може бути виправлена за допомогою різних запропонованих втручань. Вони обговорюють надання споживачам інформації та інструментів прийняття рішень, організацію та обмеження ринкових варіантів, а також підтримку емоцій та управління очікуваннями. Кожен із них, зазначають вони, може покращити здатність споживачів вибирати.
Однак економічна свобода вибору в кінцевому рахунку залежить від ринкової конкуренції, оскільки доступні варіанти для покупців, як правило, є результатом різних факторів, що контролюються продавцями, таких як загальна якість товару або послуги та реклама. У разі існування монополії споживач більше не має свободи вибору для покупки у іншого виробника. Як зазначив Фрідріх Гайєк:
Наша свобода вибору в конкурентному суспільстві ґрунтується на тому, що, якщо одна людина відмовляється задовольнити наші бажання, ми можемо звернутися до іншої. Але якщо ми стикаємося з монополістом, ми знаходимося в його абсолютній милості.— Фрідріх Гаєк, Шлях до кріпацтва, "Чи може планування звільнити нас?"
Як наведено у наведеній вище цитаті, лібертаріанські мислителі часто є сильними прихильниками збільшення свободи вибору. Одним із прикладів цього є книга та серіал Мілтона Фрідмана «Свобода вибору».
Немає єдиної думки щодо того, чи збільшення економічної свободи вибору призводить до зростання щастя. В дослідженні-звіт The Heritage Foundation «Індекс економічної свободи» за 2011 рік показав сильну кореляцію між Індексом економічної свободи та щастям у країні.

## Вимірювання свободи вибору
Аксіоматично-дедуктивний підхід був використаний для вирішення питання вимірювання рівня свободи вибору, яким користується людина. У роботі 1990 року Прасанта К. Паттанайк та Йонгшен Сю представили три умови, яким повинно відповідати вимірювання СВ:
1. Байдужість між ситуаціями без вибору. Наявність лише одного варіанту відповідає одному і тому ж вибору, незалежно від того, який варіант.
2. Сувора монотонність. Наявність двох різних варіантів Х та У становить більше СВ, ніж наявність лише опції Х.
3. Незалежність. Якщо ситуація A має більше СВ, ніж B, додавши новий варіант Х до обох (не міститься в A або B), A все одно матиме більше СВ, ніж B.

Вони довели, що потужність множини ― це єдине вимірювання, яке задовольняє ці аксіоми, і, на їх думку, протиінтуїтивним та сугестивним є переформулювання однієї або декількох аксіом. Вони проілюстрували це на прикладі набору опцій «подорожувати поїздом» або «подорожувати автомобілем», що має дати більше СВ, ніж варіант «подорожувати червоним автомобілем» або «подорожувати синім автомобілем». Було внесено кілька пропозицій щодо вирішення цієї проблеми шляхом переформулювання аксіом, як правило, включаючи концепції уподобань (відношення переваги) або відхилення третьої аксіоми.

## Зв'язок зі щастям
Дослідження Симони Ботті та Енн Макгілл у 2006 році показало, що коли випробовувані отримували диференційовані варіанти та мали свободу вибору між ними, їх вибір посилював їхнє задоволення позитивними і незадоволення негативними результатами, порівняно з тими, хто не обирав.
Дослідження Хейзел Роуз Маркус і Баррі Шварц 2010 року склало список експериментів щодо свободи вибору та аргументувало, що «занадто великий вибір може породити паралізуючу невизначеність, депресію та егоїзм». Шварц стверджує, що люди часто зазнають жалю через альтернативні витрати за нездатність прийняти оптимальне рішення, і що в деяких сценаріях загальне задоволення людей іноді вище, коли важке рішення приймається іншою людиною, а не ними самим, навіть коли вибір іншої гірше. Шварц написав книгу і виступив з виступами, критикуючи надлишок можливостей у сучасному суспільстві, хоча і визнаючи, що «якийсь вибір кращий, ніж відсутність».